# Цмівка (притока Смолки)
Цмі́вка (рос. Цмовка) — річка в Україні, в межах Шепетівського району Хмельницької області. Ліва притока Смілки (басейн Случі).
Довжина бл. 13 км. Долина неглибока, місцями заболочена. На річці створено декілька ставків: у верхній течії, в селах Конотоп та Цмівка.
Річка бере початок на північний схід від села Мальованка. Тече на північ та північний схід, впадає до Смілки на схід від села Михайлючка.
Над річкою розташовані села: Конотоп та Цмівка.

## Притоки
- Конотопи (ліва).